# Cerneux
Cerneux település Franciaországban, Seine-et-Marne megyében. Lakosainak száma 277 fő (2022. január 1.). Cerneux Saint-Mars-Vieux-Maisons, Sancy-lès-Provins, Augers-en-Brie, Courtacon és Lescherolles községekkel határos.

## Népesség
A település népességének változása:
| Lakosok száma | 317  | 318  | 326  | 323  | 325  | 327  | 310  | 294  | 277  |
|               | 2013 | 2015 | 2016 | 2017 | 2018 | 2019 | 2020 | 2021 | 2022 |